# مركز الجزائر الدولي للمؤتمرات
مركز الجزائر الدولي للمؤتمرات - عبد اللطيف رحال هو مجمع متعدد الاستخدامات مخصّص لإستضافة أكبر الاجتماعات الدولية في الجزائر، يتربع على مساحة 28 هكتارا، ويتواجد في الضاحية الغربية لمدينة الجزائر على مسار الطريق الوطني رقم 11 ببلدية سطاوالي.

## تاريخ
يعتبر مركز الجزائر الدولي للمؤتمرات تحفة هندسية فخمة وذات تصميم انسيابي خلاب مختلف ومميز عن مباني ضاحية سطاوالي، وقامت شركة فابريس وشركائه الإيطالية بتصميم الهندسة المعمارية للمركز، قامت بإنجازه المؤسسة الصينية الشركة الصينية الحكومية للهندسة والبناء (CSCEC)، وتقدر تكلفة إنجازه بـ677 مليون $.
قام بتدشين المركز الرئيس الجزائري عبد العزيز بوتفليقة يوم 8 سبتمبر/أيلول 2016 والذي حمل اسم عبد اللطيف رحال الدبلوماسي والمستشار الدبلوماسي السابق لرئيس الدولة، ضمنها جناح رئاسي وشقق للرؤساء وقاعة للقمم وقاعات شرفية إضافة إلى مكاتب وقاعات استعلام، وأخرى خصصت للصحافة واستديوهات للإذاعة والتليفزيون، فضلا عن قاعة للعرض، ويحتوي المركز على مكتبة، وقاعة متعددة الخدمات، ومطاعم تتسع لـ 2500 مقعد، وحظيرة للسيارات مغلقة تتسع 2100 سيارة، بالإضافة إلى الجناح التقني والمديرية العامة للمركز.

## الوصف

### الموقع
يتربع مركز المؤتمرات على موقع إستراتيجي وسياحي في بلدية سطاوالي بالجهة الساحلية الغربية لمدينة الجزائر العاصمة أكبر المدن الجزائرية وأهمها لأنها العاصمة السياسية للبلاد وأحد أهم الأقطاب الاقتصادية فيها.
المركز الدولي للمؤتمرات يتواجد بمنطقة (نادي الصنوبر) التي تحوي إقامة الدولة والتي يرتادها السياسيون وأعضاء الحكومة ومبنى قصر الأمم التاريخي والذي سيخلفه في تنظيم الفعاليات الكبرى، كما أنه يبعد 5 دقائق من منتجع شيراطون الجزائر الفخم الذي يوفر الراحة بسعته (419 غرفة) لضيوف المركز، كما يبعد 30 دقيقة عن المطار الدولي، وأقل من 30 دقيقة من وسط المدينة المليئ بالحركة.

### التسمية

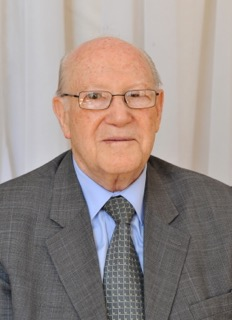
عبد اللطيف رحال، المستشار السابق لرئيس الجمهورية وأبرز رجالات الجزائر.

تم إطلاق اسم عبد اللطيف رحال على المركز الدولي للمؤتمرات في يوم تدشينه من طرف الرئيس الجزائري عبد العزيز بوتفليقة، ويعتبر عبد اللطيف رحال الذي توفي في ديسمبر 2014 عن عمر ناهز 92 عاما، من أبرز رجالات الجزائر الذي تقلدوا أبرز المناصب في الدولة الجزائرية منذ الثورة إلى غاية وفاته.
ما بين 1956 و1962، شارك في كفاح التحرير الوطني وتقلد مختلف المسؤوليات في مستويات مختلفة، وكلف في 1962 بالانضمام إلى الهيئة التنفيذية المؤقتة، برسم جبهة التحرير الوطني، وشارك باسمها في التحضير والإشراف على استفتاء تقرير المصير الذي أفضى إلى استقلال الجزائر، وهو أول السفراء الجزائرين المعتمدين في فرنسا.
فيما بين 1971 و1977، تقلد مهام سفير ممثل دائم للجزائر لدى منظمة الأمم المتحدة. وبهذه الصفة تولى عضوية مجلس ناميبيا، اللجنة حول الأبارتايد واللجنة حول الإرهاب الدولي وكذا المجموعات العربية والإفريقية ومجموعة دول عدم الانحياز ومجموعة "السبع وسبعين".

### التدشين
يوم الخميس 8 سبتمبر 2016، تم تدشين المركز الدولي للمؤتمرات من طرف رئيس الجمهورية عبد العزيز بوتفليقة، وفي مستهل زيارته قام الرئيس عند مدخل البهو الرئيسي للمركز بازاحة الستار عن اللوحة التدشينية، بعدها زار الرئيس الذي كان مرفوقا بالوزير الأول السابق عبد المالك سلال قاعة رؤساء الدول ومكتبه الشخصي الواقع عند نهاية رواق يحاذي عدة قاعات شرفية وقاعات اجتماعات خاصة برؤساء الدول.
كما توجه إلى القاعة الكبرى لهذا المركز التي تتسع لـ6000 شخص، وتلقى شروحات حول هذه القاعة المزودة بجميع الوسائل التقنية وبكل المرافق التي من شأنها احتضان القمم والمؤتمرات الدولية، وبهذه المناسبة تم عرض شريط وثائقي مدته 13 دقيقة على الشاشة الكبيرة لهذه القاعة حول المركز الدولي للمؤتمرات.

## التسيير والإدارة (مناجمنت)
بموجب عقد مع الحكومة الجزائرية تقوم شركة كلوبال هوسبيتاليتي مناجمنت، وهي شركة تابعة لشركة درو الأمريكية بإدارة المركز الدولي للمؤتمرات في الجزائر العاصمة، يتم الاعتراف بهذه الشركة كخبراء في مجالات الضيافة والتجارة الدولية وإدارة العقارات ولها خبرة واسعة في إدارة بعض من أكبر وأرقى المراكز التجارية في العالم مثل مبنى رونالد ريغان ومركز التجارة الدولي في واشنطن، ومركز ميناء التجارة العالمي في بوسطن ومركز التجارة العالمي في دبلن، إيرلاندا.

## الهياكل
يضم المركز قاعات بمختلف طاقات الاستقبال لاحتضان الاجتماعات التي تعقد على هامش أشغال مختلف القمم والمؤتمرات التي ستجري بالمركز.
قاعة مؤتمرات تتسع ل6000 مقعد: أكبر قاعة في إفريقيا
كما يضم المركز قاعة كبيرة تتمثل في قاعة المؤتمرات إكوزيوم (الاسم التاريخي للجزائر العاصمة) التي تتسع ل6000 مقعد وهي أكبر قاعة في إفريقيا. وتتوفر قاعة المؤتمرات على شاشة مركزية طولها 18 مترا وعلوها 10 أمتار. وتطلبت قبة قاعة المؤتمرات المتواجدة على علو 25 مترا 20.000 طن من الصلب لتسقيف 110.000 متر مربع.
وتتسع القاعة الكبرى الثانية للمركز الدولي للمؤتمرات التي تحمل اسم «جميلة» ل700 شخص. وتكمن خصوصيتها في منبرها القابل للنقل مما يسمح بتحويل هذا الفضاء إلى قاعة للمؤتمرات ب 270 مقعد أو إلى قاعة للمأدبات ب 450 مقعد.
وإضافة إلى هاتين القاعتين الكبيرتين فان المركز الدولي للمؤتمرات مزود أيضا ب 6 قاعات أخرى خاصة باللجان بإمكان كل منها استقبال 300 شخص وهي مزودة بشاشات وكاميرات.
كما يضم المركز قاعة كبيرة لإقامة المأدبة بسعة 3000 شخص. ويمكن تحويل هذه القاعة إلى ثلاثة فضاءات بفضل الجدران واللوائح القابلة للنقل. ويضاف لكل هذا 61 مكتب يوضع تحت تصرف الوفود والمشاركين مزودة ب 54 غرفة للترجمة الفورية.
ولقطاع الصحافة حصته أيضا حيث خصصت له فضاءات منها قاعة للندوات تسع ل 110 مقعد وقاعتين أخريين مع الاستفادة من خدمة الأنترنيت إضافة إلى مطاعم ومقاهي.
وفيما يخص الصحافة السمعية-البصرية تم تخصيص 3 استوديوهات للتلفزيون و4 أخرى للإذاعة خاصة بالنقل المباشر للأحداث التي سيحتضنها المركز.
كما يحتوي المركز الذي أنجزته مؤسسة صينية «سي آس سي أو سي ألجيريا» ومكتب دراسات إيطالي على مكتبة وقاعات متعددة الوسائط وللمطالعة وقاعة للصلاة.
من جهة أخرى تم تزويد المركز بعيادة طبية مجهزة بغرفة للعمليات الجراحية ووحدة للأشعة وقاعة للإنعاش.
وبإمكان المركز أيضا احتضان معارض تجارية وصالونات دولية مع بهوين للعرض مساحتهما 12400 متر مربع مع مداخل مستقلة.
ويتوفر المركز الدولي للمؤتمرات على حظيرة للسيارات تتسع ل 2100 مكان منها 1450 مكان بمثابة حظيرة تحت أرضية. كما أن جميع مداخل المركز مجهزة بمختلف الأنظمة الأمنية لاسيما بأجهزة سكانير خاصة بالسيارات والبضائع ووسائل أخرى للكشف الإلكتروني.
لهذا الغرض تم توزيع 700 كاميرا للمراقبة عن بعد عبر المركز تم وصلها بمركز قيادة.

## الفعاليات
- القمة العربية 2020 (الجزائر)

## وصلات خارجية
- الموقع الرسمي.
- صفحة المركز في موقع شركة فابريس وشركائه.